# Patrick Nève
Patrick Marie Ghislain Pierre Simon Stanislas Nève de Mévergnies, més conegut com a Patrick Nève, (Lieja, 13 d'octubre de 1949 – Brussel·les, 13 de març de 2017) va ser un pilot de curses automobilístiques belga que va arribar a disputar curses de Fórmula 1.

## A la F1
Patrick Neve va debutar a la cinquena cursa de la temporada 1976 (la 27a temporada de la història) del campionat del món de la Fórmula 1, disputant el 16 de maig del 1976 el G.P. de Bèlgica al circuit de Zolder.
Va participar en un total de catorze curses puntuables pel campionat de la F1, disputades en tres temporades consecutives (1976-1978) aconseguint una setena posició com millor classificació en una cursa i no assolí cap punt pel campionat del món de pilots.

## Resultats a la Fórmula 1
| Any  | Equip                           | Xassís  | Motor    | 1   | 2   | 3     | 4     | 5       | 6       | 7      | 8      | 9       | 10     | 11      | 12    | 13      | 14    | 15     | 16      | 17  | Posició | Punts |
| ---- | ------------------------------- | ------- | -------- | --- | --- | ----- | ----- | ------- | ------- | ------ | ------ | ------- | ------ | ------- | ----- | ------- | ----- | ------ | ------- | --- | ------- | ----- |
| 1976 | Tissot RAM Racing               | Brabham | Cosworth | BRA | SUD | O.USA | ESP   | BEL Ret | MON     | SUE    |        |         |        |         |       |         |       |        |         |     | -       | 0     |
| 1976 | Team Ensign                     | Ensign  | Cosworth |     |     |       |       |         |         |        | FRA 18 | GBR     | ALE    | AUT     | HOL   | ITA     | CAN   | USA    | JAP     |     | -       | 0     |
| 1977 | Williams Grand Prix Engineering | March   | Cosworth | ARG | BRA | SUD   | O.USA | ESP 12  | MON     | BEL 10 | SUE 15 | FRA NVQ | GBR 10 | ALE NVQ | AUT 9 | HOL NVQ | ITA 7 | USA 18 | CAN Ret | JAP | -       | 0     |
| 1978 | Patrick Nève                    | March   | Cosworth | ARG | BRA | SUD   | O.USA | MON     | BEL NVQ | ESP    | SUE    | FRA     | GBR    | ALE     | AUT   | HOL     | ITA   | USA    | CAN     |     | -       | 0     |

### Resum
| Curses: | Victòries: | Pòdiums: | Poles: | Voltes ràpides: | Punts: |
| ------- | ---------- | -------- | ------ | --------------- | ------ |
| 14 (10) | 0          | 0        | 0      | 0               | 0      |